# Ottawa Civics
Ottawa Civics var en professionell ishockeyklubb i Ottawa, Ontario, som spelade i World Hockey Association sedan Denver Spurs sålts hux flux efter drygt halva säsongen 1975–76 till den kanadensiska huvudstaden.
Den 2 januari 1976 spelade Ottawa Civics sin första match men efter sju matcher och sex förluster på två veckor lades laget ned då de nya ägarna hade problem att betala den förre ägaren. Laget hann spela två hemmamatcher i Ottawa Civic Centre.